# Хвороба, яку спричинює вірус Ніпа
Хвороба, яку спричинює вірус Ніпа (англ. Nipah virus disease або Nipah virus infection, також Ніпа-вірусна інфекція) — зооноз, на якій заражається людина переважно від свиней.

## Історичні відомості
Перші випадки зараження вірусом Ніпа виявлено у 1998 році, коли відбувся спалах хвороб з неврологічними та респіраторними проявами на свинофермі на півострові Малакка, який спричинив 265 випадків захворювання людей, з них померло 105. Сам вірус був виділений наступного року в 1999 році. Назва вірусу була дана по місцю Сунгай-Ніпа (малай. Sungai Nipah) в Порт-Діксоні (штат Негері-Сембілан), де зафіксовано перший випадок у людини

## Актуальність
Наразі відбуваються численні спалахи переважно в регіоні Індія—Бангладеш з високою летальністю 40-70%, яка іноді сягала навіть 92 %, як то епідемія Ніпа-вірусної хвороби в індійському штаті Керала в 2018 році . Вважається, що випадки хвороби і раніше відбувалися серед людей, але їх трактували як інші енцефаліти, переважно як японський енцефаліт. Деякі науковці вважають, що ця хвороба здатна призвести до пандемії з високою летальністю.

## Етіологія

Структура типового вірусу з роду Henipavirus

Вірус належить до роду Henipavirus, до параміксовірусів з негативно-ланцюговою полярністю та несегментованим геномом РНК, який складається із спіральних нуклеокапсидів. Має тонкі відмінності в своєму складі в порівнянні з типовим параміксовірусом. Геном завдовжки 18,2 кб і містить шість генів, які відповідають шести структурним білкам.
Як і для інших членів родини Paramyxoviridae, кількість нуклеотидів у геномі вірусу Ніпа є кратною шести, що відповідає «правилу шести». Відхилення від правила шести, шляхом мутації або неповного синтезу геному, призводить до неефективної вірусної реплікації, ймовірно, через структурні обмеження, накладені зв'язуванням між РНК і білком N.
У межах ліпідної мембрани є шипи злиття та білки приєднання. Функція білка G полягає в приєднанні вірусу до поверхні клітини-хазяїна через EFNB2, висококонсервативний білок, присутній у багатьох ссавців. Білок F зливає вірусну мембрану з мембраною клітин-хазяїв, вивільняючи вміст віріона в клітину. Це також змушує заражені клітини зливатися із сусідніми клітинами, утворюючи великі багатоядерні синцитії.

## Епідеміологічні особливості
Основними резервуарами для вірусу Ніпа є крилани, в тому числі велика і мала летючі лисиці. Свині заражаються після контакту з будь-якими біологічними рідинами (сечею, калом, або слиною) зараженої летючої лисиці. Наявність респіраторних симптомів у людей при інфекції, яку спричинив вірус Ніпа, вказує на можливість передачі вірусу від людини до людини.

## Патогенез
Характеризується розвитком дисемінованої поліорганної васкулопатії з появою мікроінфарктів, значною мірою, у головному мозку, легенях, нирках та, меншою мірою, в інших органах. Цей унікальний патогенетичний механізм васкуліт-індукованого мікроінфаркту спричинює тяжкі пошкодження тканин центральної нервової системи.

## Клінічні ознаки
Початок переважно гострий з гарячки, головного болю, сонливості. Також можливий кашель, біль у животі, нудота, блювання, слабкість, проблеми з ковтанням і нечіткість зору, церебральна кома, що становить картину тяжкого енцефаліту. Можливий рецидив енцефаліту через кілька місяців і навіть років після гострої стадії.

## Діагностика
Розроблене серологічне обстеження методом імуноферментного аналізу для виявлення специфічних антитіл у крові.

## Лікування
Специфічна терапія не розроблена. Випробувано рибавірин, який показав обнадійливі результати, проте це потребує проведення подальших досліджень. Отримані позитивні результати експериментального застосування препарату ремдесивір. Крім того, застосовується ситуативне патогенетичне та підтримуюче лікування.

## Профілактика
Наразі проходить випробування експериментальної вакцини, розробленої з використанням зовнішніх білків вірусу Ніпа для захисту від вірусу у африканських зелених мавп.